# Leader della Camera dei lord
Il Leader della Camera dei lord (in inglese: Leader of the House of Lords) è un membro del gabinetto del Regno Unito che cura i rapporti tra lo stesso e la Camera dei lord della quale fa parte.
Il ruolo viene solitamente attribuito in combinazione con un posto formale nel gabinetto, come quello di lord presidente del Consiglio, lord del sigillo privato o cancelliere del ducato di Lancaster: si tratta di cariche ormai prive di effettive funzioni e, quindi, corrispondenti a quella di un Ministro senza Portafoglio. Il leader dei lord è preposto ad un dicastero denominato Office of the Leader of the House of Lords.
Anche se il leader dei lord è membro del gabinetto di Governo britannico, egli rimane una figura neutrale. In contrasto con la Camera dei comuni, dove i procedimenti legislativi sono guidati dallo speaker, all'interno della camera dei Lord i discorsi vengono autoregolamentati dai pari stessi secondo l'ordine del giorno previsto. Il Leader dei Lords ha quindi la responsabilità di facilitare queste operazioni mantenendo decoroso lo svolgimento delle sedute e regolando gli interventi secondo le esigenze. Dal 2006 è stato nominato il primo lord speaker che ha la responsabilità della gestione di questa parte amministrativa dei dibattiti il quale è ad ogni modo sub judice del leader della Camera dei lord.

## Storia
Il titolo venne utilizzato anche prima del 1800 ma esso era perlopiù un modo formale per appellarsi al pari che gestiva le funzioni interne della Camera Alta del parlamento inglese. Il titolo incominciò ad essere utilizzato nel 1689 per George Savile, I marchese di Halifax durante il Convention Parliament che si tenne in quell'anno.
Il ruolo si sviluppò durante il primo quarto del XVIII secolo così come quello di primo ministro nel gabinetto di governo. Durante la Guerra civile inglese, la Gloriosa rivoluzione e la successione degli Hannover al trono inglese, il sistema di governo britannico cambiò di conseguenza e la figura del Leader della camera dei Lords divenne preminente per fare da tramite tra il re e la camera stessa.
Charles Spencer, III conte di Sunderland, diede un impulso nuovo a questo ruolo durante la giunta Wigh sotto il regno della regina Anna. Sunderland e altri Whigs si dimisero dai loro incarichi per reazione alla loro coordinazione con le materie di governo che venne presa per dare maggior potere al monarca. Sunderland ritornò al potere con Giorgio I come Lord Privy Seal.
Nel XIX e XX secolo, molti primi ministri condussero personalmente la Camera dei lords della quale erano membri. Se invece il primo ministro sedeva nella camera dei Comuni, la posizione di Leader della camera dei Comuni spettava al segretario per gli affari esteri o a quello per le colonie. In alcuni governi di coalizione, tale incarico veniva affidato al leader del partito maggiore della coalizione che però non fosse il primo ministro (sotto il governo di Lord Aberdeen, ad esempio, l'incarico venne affidato a Lord John Russell, leader degli Whigs).
Dalla fine del governo di Lord Salisbury nel 1902, la posizione spettò di diritto ad un membro del gabinetto di governo. Dal 1966 essa può essere affiancata solo ad una sinecura, cioè ad incarico senza effettive responsabilità di amministrazione, come nel caso di Quintin Hogg, barone Hailsham di St Marylebone, il quale venne anche designato "ministro della scienza", o di quello di Lady Jay di Paddington, che venne nominata "ministro per le donne".
La prima donna a ricoprire l'incarico di leader della Camera dei lord fu Lady Young nel 1981-1983.

## Leader della Camera dei Lord

### XVIII secolo
| Nome                 | Nome                                                | Immagine | Partito politico            | Primo ministro                                 | Incarico congiunto                                                              | Inizio incarico | Fine incarico |
| -------------------- | --------------------------------------------------- | -------- | --------------------------- | ---------------------------------------------- | ------------------------------------------------------------------------------- | --------------- | ------------- |
|                      | Charles Townshend, II visconte Townshend            |          | Whig                        | Robert Walpole                                 | Segretario di Stato per il Dipartimento del Nord                                | 1721            | 1730          |
|                      | ?                                                   |          |                             | Robert Walpole                                 |                                                                                 | 1730            | 1742          |
|                      | John Carteret, lord Carteret                        |          | Whig                        | Spencer Compton, I conte di Wilmington 1742–43 | Segretario di Stato per il Dipartimento del Nord                                | 1742            | 1744          |
| Henry Pelham 1743–54 | John Carteret, lord Carteret                        |          | Whig                        |                                                | Segretario di Stato per il Dipartimento del Nord                                | 1742            | 1744          |
|                      | Thomas Pelham-Holles, I duca di Newcastle           |          | Whig                        | Primo ministro 1754–56                         | 1744                                                                            | 1756            |               |
| Sé stesso 1754–56    | Thomas Pelham-Holles, I duca di Newcastle           |          | Whig                        | Primo ministro 1754–56                         | 1744                                                                            | 1756            |               |
|                      | William Cavendish, IV duca di Devonshire            |          | Whig                        | Sé stesso                                      | Primo ministro                                                                  | 1756            | 1757          |
|                      | Thomas Pelham-Holles, I duca di Newcastle           |          | Whig                        | Sé stesso                                      | Primo ministro                                                                  | 1757            | 1762          |
|                      | John Stuart, III conte di Bute                      |          | Tory                        | Sé stesso                                      | Primo ministro                                                                  | 1762            | 1763          |
|                      | ?                                                   |          |                             | George Grenville                               |                                                                                 | 1763            | 1765          |
|                      | Charles Watson-Wentworth, II marchese di Rockingham |          | Rockingham Whig             | Sé stesso                                      | Primo ministro                                                                  | 1765            | 1766          |
|                      | Augustus FitzRoy, III duca di Grafton               |          | Whig chathamita             | William Pitt, I conte di Chatham 1766–68       | Primo ministro 1768–70                                                          | 1766            | 1770          |
| Sé stesso 1768–70    | Augustus FitzRoy, III duca di Grafton               |          | Whig chathamita             |                                                | Primo ministro 1768–70                                                          | 1766            | 1770          |
|                      | ?                                                   |          | Frederick North, lord North |                                                | 1770                                                                            | 1782            |               |
|                      | Charles Watson-Wentworth, II marchese di Rockingham |          | Rockingham Whig             | Sé stesso                                      | Primo ministro                                                                  | 1782            | 1782          |
|                      | William Petty, II conte di Shelburne                |          | Rockingham Whig             | Sé stesso                                      | Primo ministro                                                                  | 1782            | 1783          |
|                      | William Cavendish-Bentinck, III duca di Portland    |          | Whig (Coalizione Fox-North) | Sé stesso                                      | Primo ministro                                                                  | 1783            | 1783          |
|                      | Thomas Townshend, I visconte Sydney                 |          | Whig                        | William Pitt il Giovane                        | Home Secretary                                                                  | 1783            | 1789          |
|                      | The Duke of Leeds                                   |          | Tory                        | William Pitt il Giovane                        | Segretario di Stato per gli Affari Esteri                                       | 1789            | 1790          |
|                      | William Grenville, lord Grenville                   |          | Tory                        | William Pitt il Giovane                        | Home Secretary sino al 1791 Segretario di Stato per gli Affari Esteri 1791–1801 | 1790            | 1801          |

### XIX secolo
| Nome                                   | Nome                                                            | Immagine                                  | Partito politico                   | Primo ministro                                           | Incarico congiunto                                                                                   | Inizio incarico  | Fine incarico    |
| -------------------------------------- | --------------------------------------------------------------- | ----------------------------------------- | ---------------------------------- | -------------------------------------------------------- | --- | ---------------- | ---------------- |
|                                        | Thomas Pelham, lord Pelham                                      |                                           | Tory                               | Henry Addington 1801–04                                  | Home Secretary                                                                                       | 1801             | 1803             |
|                                        | Robert Jenkinson, lord Hawkesbury                               |                                           | Tory                               | Henry Addington 1801–04                                  | Segretario di Stato per gli Affari Esteri sino al 1804 Home Secretary 1804–06                        | 1803             | 1806             |
| William Pitt il Giovane 1804–06        | Robert Jenkinson, lord Hawkesbury                               |                                           | Tory                               |                                                          | Segretario di Stato per gli Affari Esteri sino al 1804 Home Secretary 1804–06                        | 1803             | 1806             |
|                                        | William Grenville, lord Grenville                               |                                           | Whig (Ministry of All the Talents) | Sé stesso                                                | Primo ministro                                                                                       | 1806             | 1807             |
|                                        | Robert Jenkinson, lord Hawkesbury (Conte di Liverpool dal 1808) |                                           | Tory                               | William Cavendish-Bentinck, III duca di Portland 1807–09 | Home Secretary 1807–09 Segretario di Stato per la Guerra e le Colonie 1809–12 Primo ministro 1812–27 | 1807             | 1827             |
| Spencer Perceval 1809–12               | Robert Jenkinson, lord Hawkesbury (Conte di Liverpool dal 1808) |                                           | Tory                               |                                                          | Home Secretary 1807–09 Segretario di Stato per la Guerra e le Colonie 1809–12 Primo ministro 1812–27 | 1807             | 1827             |
| Sé stesso 1812–27                      | Robert Jenkinson, lord Hawkesbury (Conte di Liverpool dal 1808) |                                           | Tory                               |                                                          | Home Secretary 1807–09 Segretario di Stato per la Guerra e le Colonie 1809–12 Primo ministro 1812–27 | 1807             | 1827             |
|                                        | Frederick John Robinson, I visconte Goderich                    |                                           | Tory                               | George Canning 1827                                      | Segretario di Stato per la Guerra e le Colonie 1827 Primo ministro 1827-28                           | 1827             | 1828             |
| Sé stesso 1827–28                      | Frederick John Robinson, I visconte Goderich                    |                                           | Tory                               |                                                          | Segretario di Stato per la Guerra e le Colonie 1827 Primo ministro 1827-28                           | 1827             | 1828             |
|                                        | Arthur Wellesley, I duca di Wellington                          |                                           | Tory                               | Sé stesso                                                | Primo ministro                                                                                       | 1828             | 1830             |
|                                        | Charles Grey, II conte Grey                                     |                                           | Whig                               | Sé stesso                                                | Primo ministro                                                                                       | 22 novembre 1830 | 9 luglio 1834    |
|                                        | William Lamb, II visconte Melbourne                             |                                           | Whig                               | Sé stesso                                                | Primo ministro                                                                                       | 16 luglio 1834   | 14 novembre 1834 |
|                                        | Arthur Wellesley, I duca di Wellington                          |                                           | Tory                               | Sé stesso 1834                                           | Primo ministro                                                                                       | 17 novembre 1834 | 8 aprile 1835    |
| Sir Robert Peel (Conservatore) 1834–35 | Arthur Wellesley, I duca di Wellington                          | Segretario di Stato per gli Affari Esteri | Tory                               |                                                          | | 17 novembre 1834 | 8 aprile 1835    |
|                                        | William Lamb, II visconte Melbourne                             |                                           | Whig                               | Sé stesso                                                | Primo ministro                                                                                       | 18 aprile 1835   | 30 agosto 1841   |
|                                        | Arthur Wellesley, I duca di Wellington                          |                                           | Conservatore                       | Sir Robert Peel, II baronetto                            | Ministro senza portafoglio                                                                           | 3 settembre 1841 | 27 giugno 1846   |
|                                        | Henry Petty-FitzMaurice, III marchese di Lansdowne              |                                           | Whig                               | lord John Russell                                        | Lord Presidente del Consiglio                                                                        | 6 luglio 1846    | 21 febbraio 1852 |
|                                        | Edward Smith-Stanley, XIV conte di Derby                        |                                           | Conservatore                       | Sé stesso                                                | Primo ministro                                                                                       | 23 February 1852 | 17 December 1852 |
|                                        | George Hamilton-Gordon, IV conte di Aberdeen                    |                                           | Peelita                            | Sé stesso                                                | Primo ministro                                                                                       | 19 dicembre 1852 | 30 gennaio 1855  |
|                                        | Granville Leveson-Gower, II conte Granville                     |                                           | Whig                               | Henry John Temple, III visconte Palmerston               | Lord Presidente del Consiglio                                                                        | 8 febbraio 1855  | 21 febbraio 1858 |
|                                        | Edward Smith-Stanley, XIV conte di Derby                        |                                           | Conservatore                       | Sé stesso                                                | Primo ministro                                                                                       | 21 febbraio 1858 | 11 giugno 1859   |
|                                        | Granville Leveson-Gower, II conte Granville                     |                                           | Liberale                           | Henry John Temple, III visconte Palmerston               | Lord Presidente del Consiglio                                                                        | 18 giugno 1859   | 29 ottobre 1865  |
|                                        | John Russell, I conte Russell                                   |                                           | Liberale                           | Sé stesso                                                | Primo ministro                                                                                       | 29 ottobre 1865  | 26 giugno 1866   |
|                                        | Edward Smith-Stanley, XIV conte di Derby                        |                                           | Conservatore                       | Sé stesso                                                | Primo ministro                                                                                       | 28 giugno 1866   | 25 febbraio 1868 |
|                                        | James Harris, III conte di Malmesbury                           |                                           | Conservatore                       | Benjamin Disraeli                                        | Lord Privy Seal                                                                                      | 27 febbraio 1868 | 1º dicembre 1868 |
|                                        | Granville Leveson-Gower, II conte Granville                     |                                           | Liberale                           | William Ewart Gladstone                                  | Segretario di Stato per le Colonie 1868–70 Segretario di Stato per gli Affari Esteri 1870–74         | 9 dicembre 1868  | 17 febbraio 1874 |
|                                        | Charles Gordon-Lennox, VI duca di Richmond                      |                                           | Conservatore                       | Benjamin Disraeli                                        | Lord Presidente del Consiglio                                                                        | 21 febbraio 1874 | 21 agosto 1876   |
|                                        | Benjamin Disraeli, I conte di Beaconsfield                      |                                           | Conservatore                       | Sé stesso                                                | Primo ministro                                                                                       | 21 agosto 1876   | 21 aprile 1880   |
|                                        | Granville Leveson-Gower, II conte Granville                     |                                           | Liberale                           | William Ewart Gladstone                                  | Segretario di Stato per gli Affari Esteri                                                            | 28 aprile 1880   | 9 giugno 1885    |
|                                        | Robert Cecil, III marchese di Salisbury                         |                                           | Conservatore                       | Sé stesso                                                | Primo ministro Segretario di Stato per gli Affari Esteri                                             | 23 giugno 1885   | 28 gennaio 1886  |
|                                        | Granville Leveson-Gower, II conte Granville                     |                                           | Liberale                           | William Ewart Gladstone                                  | Segretario di Stato per le Colonie                                                                   | 6 febbraio 1886  | 20 luglio 1886   |
|                                        | Robert Cecil, III marchese di Salisbury                         |                                           | Conservatore                       | Sé stesso                                                | Primo ministro Segretario di Stato per gli Affari Esteri 1887–92                                     | 25 luglio 1886   | 11 agosto 1892   |
|                                        | John Wodehouse, I conte di Kimberley                            |                                           | Liberale                           | William Ewart Gladstone                                  | Lord Presidente del Consiglio                                                                        | 18 agosto 1892   | 5 marzo 1894     |
|                                        | Archibald Primrose, V conte di Rosebery                         |                                           | Liberale                           | Sé stesso                                                | Primo ministro                                                                                       | 5 marzo 1894     | 21 giugno 1895   |
|                                        | Robert Cecil, III marchese di Salisbury                         |                                           | Conservatore                       | Sé stesso                                                | Primo ministro Segretario di Stato per gli Affari Esteri 1895–1900 Lord Privy Seal 1900–02           | 25 giugno 1895   | 11 luglio 1902   |

### XX secolo
| Nome                     | Nome                                                                                       | Immagine | Partito politico                   | Primo ministro | Incarichi congiunti | Inizio incarico   | Fine incarico     |
| ------------------------ | ------------------------------------------------------------------------------------------ | -------- | ---------------------------------- | --- | --- | ----------------- | ----------------- |
|                          | Spencer Cavendish, VIII duca del Devonshire                                                |          | Liberal Unionist                   | Arthur Balfour (Conservatore)                                                                                               | Lord Presidente del Consiglio | 12 luglio 1902    | 13 ottobre 1903   |
|                          | Henry Petty-FitzMaurice, V marchese di Lansdowne                                           |          | Liberal Unionist                   | Arthur Balfour (Conservatore)                                                                                               | Segretario di Stato per gli Affari Esteri | 13 ottobre 1903   | 4 dicembre 1905   |
|                          | George Robinson, I marchese di Ripon                                                       |          | Liberale                           | Sir Henry Campbell-Bannerman                                                                                                | Lord Privy Seal | 10 dicembre 1905  | 14 aprile 1908    |
|                          | Robert Crewe-Milnes, conte di Crewe (marchese di Crewe dal 1911)                           |          | Liberale                           | H. H. Asquith | Segretario di Stato per le Colonie 1908–10 Lord Privy Seal 1908–11, 1912–15 Segretario di Stato per l'India 1910–15 Lord Presidente del Consiglio 1915–16 | 14 aprile 1908    | 10 dicembre 1916  |
|                          | George Nathaniel Curzon, conte Curzon di Kedleston (marchese Curzon di Kedleston dal 1921) |          | Conservatore                       | David Lloyd George (Liberale) 1916–22                                                                                       | Lord Presidente del Consiglio 1916–19 Segretario di Stato per gli Affari Esteri 1919–24                                                                   | 10 dicembre 1916  | 22 gennaio 1924   |
| Andrew Bonar Law 1922–23 | George Nathaniel Curzon, conte Curzon di Kedleston (marchese Curzon di Kedleston dal 1921) |          | Conservatore                       | | Lord Presidente del Consiglio 1916–19 Segretario di Stato per gli Affari Esteri 1919–24                                                                   | 10 dicembre 1916  | 22 gennaio 1924   |
| Stanley Baldwin 1923–24  | George Nathaniel Curzon, conte Curzon di Kedleston (marchese Curzon di Kedleston dal 1921) |          | Conservatore                       | | Lord Presidente del Consiglio 1916–19 Segretario di Stato per gli Affari Esteri 1919–24                                                                   | 10 dicembre 1916  | 22 gennaio 1924   |
|                          | Richard Haldane, I visconte Haldane                                                        |          | Laburista                          | Ramsay MacDonald | Lord Cancelliere | 22 gennaio 1924   | 3 novembre 1924   |
|                          | George Nathaniel Curzon, I marchese Curzon di Kedleston                                    |          | Conservatore                       | Stanley Baldwin | Lord Presidente del Consiglio | 3 novembre 1924   | 20 marzo 1925     |
|                          | James Gascoyne-Cecil, IV marchese di Salisbury                                             |          | Conservatore                       | Stanley Baldwin | Lord Privy Seal | 27 aprile 1925    | 4 giugno 1929     |
|                          | Charles Cripps, lord Parmoor                                                               |          | Laburista                          | Ramsay MacDonald | Lord Presidente del Consiglio | 7 giugno 1929     | 24 agosto 1931    |
|                          | Rufus Isaacs, I marchese di Reading                                                        |          | Liberale (National Government)     | Ramsay MacDonald (National Labour)                                                                                          | Segretario di Stato per gli Affari Esteri | 24 agosto 1931    | 5 novembre 1931   |
|                          | Douglas Hogg, I visconte Hailsham                                                          |          | Conservatore (National Government) | Ramsay MacDonald (National Labour)                                                                                          | Segretario di Stato per la Guerra | 5 novembre 1931   | 7 giugno 1935     |
|                          | Charles Vane-Tempest-Stewart, VII marchese di Londonderry                                  |          | Conservatore                       | Stanley Baldwin | Lord Privy Seal | 7 giugno 1935     | 22 novembre 1935  |
|                          | E. F. L. Wood, visconte Halifax                                                            |          | Conservatore                       | Stanley Baldwin | Lord Privy Seal 1935–37 Lord Presidente del Consiglio 1937–38                                                                                             | 22 novembre 1935  | 21 febbraio 1938  |
| Neville Chamberlain      | E. F. L. Wood, visconte Halifax                                                            |          | Conservatore                       | | Lord Privy Seal 1935–37 Lord Presidente del Consiglio 1937–38                                                                                             | 22 novembre 1935  | 21 febbraio 1938  |
|                          | James Stanhope, VII conte Stanhope                                                         |          | Conservatore                       | Presidente della Board of Education sino al 1938 Primo Lord dell'Ammiragliato 1938–39 Lord Presidente del Consiglio 1939–40 | 21 febbraio 1938 | 14 maggio 1940    |                   |
|                          | Thomas Inskip, I visconte Caldecote                                                        |          | Conservatore                       | Winston Churchill | Segretario di Stato per i Dominions | 14 maggio 1940    | 3 ottobre 1940    |
|                          | E. F. L. Wood, visconte Halifax                                                            |          | Conservatore                       | Winston Churchill | Segretario di Stato per gli Affari Esteri | 3 ottobre 1940    | 22 dicembre 1940  |
|                          | George Lloyd, lord Lloyd                                                                   |          | Conservatore                       | Winston Churchill | Segretario di Stato per le Colonie | 22 dicembre 1940  | 4 febbraio 1941   |
|                          | Walter Guinness, lord Moyne                                                                |          | Conservatore                       | Winston Churchill | Segretario di Stato per le Colonie | 8 febbraio 1941   | 21 febbraio 1942  |
|                          | Robert Gascoyne-Cecil, visconte Cranborne                                                  |          | Conservatore                       | Winston Churchill | Segretario di Stato per le Colonie 1942 Lord Privy Seal 1942–43 Segretario di Stato per i Dominions 1943–45                                               | 21 febbraio 1942  | 26 luglio 1945    |
|                          | Christopher Addison, I visconte Addison                                                    |          | Laburista                          | Clement Attlee | Segretario di Stato per i Dominions 1945–47 Lord Privy Seal 1947–51                                                                                       | 3 agosto 1945     | 26 ottobre 1951   |
|                          | Robert Gascoyne-Cecil, V marchese di Salisbury                                             |          | Conservative                       | Winston Churchill | Lord Privy Seal 1951–52 Segretario di Stato per le relazioni col Commonwealth 1952 Lord Presidente del Consiglio 1952–57                                  | 28 ottobre 1951   | 29 marzo 1957     |
| Anthony Eden             | Robert Gascoyne-Cecil, V marchese di Salisbury                                             |          | Conservative                       | | Lord Privy Seal 1951–52 Segretario di Stato per le relazioni col Commonwealth 1952 Lord Presidente del Consiglio 1952–57                                  | 28 ottobre 1951   | 29 marzo 1957     |
|                          | Alec Douglas-Home                                                                          |          | Conservatore                       | Harold Macmillan | Segretario di Stato per le relazioni col Commonwealth sino al 1960 Lord Presidente del Consiglio 1957, 1959–60                                            | 29 marzo 1957     | 27 luglio 1960    |
|                          | Quintin Hogg, visconte Hailsham                                                            |          | Conservatore                       | Harold Macmillan | Lord Presidente del Consiglio 1960–63 Ministro dello Sport 1962–63                                                                                        | 27 luglio 1960    | 20 ottobre 1963   |
|                          | Peter Carington, lord Carrington                                                           |          | Conservatore                       | Alec Douglas-Home | Ministro senza portafoglio | 20 ottobre 1963   | 16 ottobre 1964   |
|                          | Frank Pakenham, VII conte di Longford                                                      |          | Laburista                          | Harold Wilson | Lord Privy Seal 1964–65, 1966–68 Segretario di Stato per le Colonie 1965–66                                                                               | 18 ottobre 1964   | 16 gennaio 1968   |
|                          | Edward Shackleton, lord Shackleton                                                         |          | Laburista                          | Harold Wilson | Lord Privy Seal 1968, 1968–70 Paymaster-General 1968 | 16 gennaio 1968   | 19 giugno 1970    |
|                          | George Jellicoe, II conte Jellicoe                                                         |          | Conservatore                       | Edward Heath | Lord Privy Seal | 20 giugno 1970    | 23 maggio 1973    |
|                          | David Hennessy, lord Windlesham                                                            |          | Conservatore                       | Edward Heath | Lord Privy Seal | 5 giugno 1973     | 4 marzo 1974      |
|                          | Malcolm Shepherd, lord Shepherd                                                            |          | Laburista                          | Harold Wilson | Lord Privy Seal | 7 marzo 1974      | 10 settembre 1976 |
| James Callaghan          | Malcolm Shepherd, lord Shepherd                                                            |          | Laburista                          | | Lord Privy Seal | 7 marzo 1974      | 10 settembre 1976 |
|                          | Fred Peart, lord Peart                                                                     |          | Laburista                          | Lord Privy Seal | 10 settembre 1976 | 4 maggio 1979     |                   |
|                          | Christopher Soames, lord Soames                                                            |          | Conservative                       | Margaret Thatcher | Lord Presidente del Consiglio | 5 maggio 1979     | 14 settembre 1981 |
|                          | Janet Young, lady Young                                                                    |          | Conservatore                       | Margaret Thatcher | Cancelliere del Ducato di Lancaster 1981–82 Lord Privy Seal 1982–83                                                                                       | 14 settembre 1981 | 11 giugno 1983    |
|                          | William Whitelaw, I visconte Whitelaw                                                      |          | Conservatore                       | Margaret Thatcher | Deputato Primo Ministro Lord Presidente del Consiglio | 11 giugno 1983    | 10 gennaio 1988   |
|                          | John Julian Ganzoni, lord Belstead                                                         |          | Conservatore                       | Margaret Thatcher | Lord Privy Seal | 10 gennaio 1988   | 28 novembre 1990  |
|                          | David Waddington, lord Waddington                                                          |          | Conservatore                       | John Major | Lord Privy Seal | 28 novembre 1990  | 11 aprile 1992    |
|                          | John Wakeham, lord Wakeham                                                                 |          | Conservatore                       | John Major | Lord Privy Seal | 11 aprile 1992    | 20 luglio 1994    |
|                          | Robert Gascoyne-Cecil, visconte Cranborne                                                  |          | Conservatore                       | John Major | Lord Privy Seal | 20 luglio 1994    | 2 maggio 1997     |
|                          | Ivor Richard, lord Richard                                                                 |          | Laburista                          | Tony Blair | Lord Privy Seal | 2 maggio 1997     | 27 luglio 1998    |
|                          | Margaret Jay, lady Jay di Paddington                                                       |          | Laburista                          | Tony Blair | Lord Privy Seal | 27 luglio 1998    | 8 giugno 2001     |

### XXI secolo
| Nome | Nome                                         | Immagine | Partito politico | Primo ministro            | Incarico congiunto                                                                | Inizio incarico  | Fine incarico     |
| ---- | -------------------------------------------- | -------- | ---------------- | ------------------------- | --------------------------------------------------------------------------------- | ---------------- | ----------------- |
|      | Gareth Williams, lord Williams di Mostyn     |          | Laburista        | Tony Blair                | Lord Privy Seal                                                                   | 8 giugno 2001    | 20 settembre 2003 |
|      | Valerie Amos, baronessa Amos                 |          | Laburista        | Tony Blair                | Lord Presidente del Consiglio                                                     | 6 ottobre 2003   | 27 giugno 2007    |
|      | Catherine Ashton, lady Ashton di Upholland   |          | Laburista        | Gordon Brown              | Lord Presidente del Consiglio                                                     | 27 giugno 2007   | 2 ottobre 2008    |
|      | Janet Royall, lady Royall di Blaisdon        |          | Laburista        | Gordon Brown              | Lord Presidente del Consiglio 2008–09 Cancelliere del Ducato di Lancaster 2009–10 | 2 ottobre 2008   | 11 maggio 2010    |
|      | Thomas Galbraith, II lord Strathclyde        |          | Conservatore     | David Cameron             | Cancelliere del Ducato di Lancaster 2010-2013                                     | 12 maggio 2010   | 7 gennaio 2013    |
|      | Jonathan Hill, lord Hill di Oareford         |          | Conservatore     | David Cameron             | Cancelliere del Ducato di Lancaster 2013-2014                                     | 7 gennaio 2013   | 15 luglio 2014    |
|      | Tina Stowell, lady Stowell di Beeston        |          | Conservatore     | David Cameron             | Lord custode del sigillo privato 2014-2016                                        | 15 luglio 2014   | 14 luglio 2016    |
|      | Natalie Evans, baronessa Evans di Bowes Park |          | Conservatore     | Theresa May Boris Johnson | Lord custode del sigillo privato 2016-2022                                        | 14 luglio 2016   | 6 settembre 2022  |
|      | Nicholas True, barone True                   |          | Conservatore     | Liz Truss Rishi Sunak     | Lord custode del sigillo privato 2022-2024                                        | 6 settembre 2022 | 5 luglio 2024     |
|      | Angela Smith, baronessa Smith di Basildon    |          | Laburista        | Keir Starmer              | Lord custode del sigillo privato 2024-                                            | 5 luglio 2024    | in carica         |